# Daria Rossamakhina
Daria Andreïevna Rossamakhina (en russe : Дарья Андреевна Россамахина) (née Belokorovkina le 27 janvier 1987 à Samara) est une ancienne joueuse de volley-ball russe. Elle mesure 1,80 m et jouait au poste de passeuse. 

## Clubs
| Club                | De        | À         |
| ------------------- | --------- | --------- |
| Iskra Samara        |           | 2004-2005 |
| Fakel Novy Ourengoï | 2005-2006 | 2009-2010 |
| Dynamo-Yantar       | 2010-2011 | 2010-2011 |
| Zaretchie Odintsovo | 2011-2012 | 2012-2013 |
| Dinamo Kazan        | 2013-2014 | 2013-2014 |
| Leningradka         | 2014-2015 | 2014-2015 |

## Palmarès
- Coupe de Russie
  - Finaliste : 2013.
- Ligue des champions
  - Vainqueur : 2014.
- Championnat du monde des clubs
  - Vainqueur : 2014.
- Championnat de Russie
  - Vainqueur : 2014.